# Château du Carpia
Le château du Carpia se situe dans la commune de Castets et Castillon, dans le département de la Gironde en France.

## Localisation
Le château est accessible depuis la D224, à 2 km au sud-est du bourg de Castillon-de-Castets.

## Présentation
Il se présente sous la forme d’un corps de logis rectangulaire accolé à une tour carrée, le tout est encadré de deux communs qui forment deux ailes au sud.
Côté sud, le terrain est bordé d’une petite forêt, que l’on traverse pour y accéder. Côté nord, on trouve d’anciennes douves qui entourent un parc arboré.
Il est inscrit au titre des monuments historiques par arrêté depuis le 6 août 2004.

### La tour
La construction de cette tour, en pierre, date du XVe siècle. Il est possible qu’elle soit venue remplacer une ancienne tour de garde en bois, dont il ne reste aucune trace aujourd’hui.  À l’intérieur, la tour était divisée en plusieurs niveaux matérialisés par des planchers en bois, où l’on circulait de l’un à l’autre au moyen d’échelles.
À partir de la Renaissance, des modifications ont transformé cet outil de défense en une tour d’escalier avec la création d’une première porte d’entrée au rez-de-chaussée côté est. 
Au XVIIIe siècle, sur la façade sud, une deuxième porte d’entrée avec perron,
et plusieurs fenêtres ont été ajoutées.

### Le logis seigneurial
Le logis seigneurial vient s’accoler sur le côté nord de la tour, on y trouve une inscription datant du XVIe siècle. 

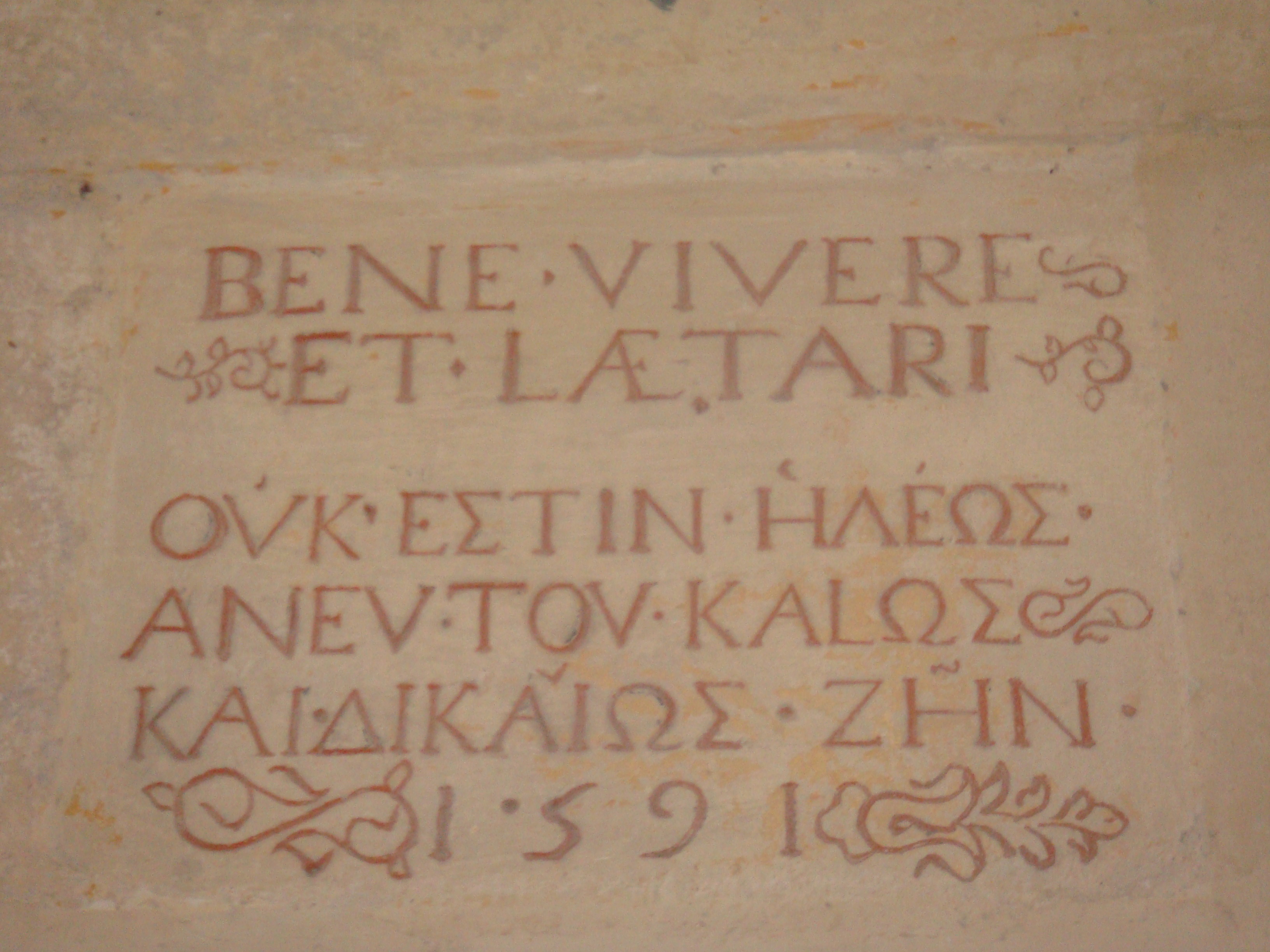
Inscription à l'entrée du corps de logis

C’est à cette époque que furent construits le logis et ses caves.
Sur la façade extérieure on remarque deux meurtrières : une verticale au rez-de-chaussée, et une cruciforme située à l’étage.
La meurtrière cruciforme étant postérieure à la meurtrière verticale, on peut supposer que le logis était tout d’abord de plain-pied avant qu'une élévation soit construite.

## Historique

### Acquisition par Jean de Baritault en 1641
Jean de Baritault est issu d'une famille originaire de Saint-Macaire qui remonte à Mathurin Baritaut jurat de cette ville en 1494. Elle sera anoblie par charge de secrétaire du roi (1641-1661),. Il est avocat général à la Cour des aides de Guienne. Il acquit pour 8 300 livres la terre et le château du Carpia, dans la paroisse de Castillon-de-Castets, le 18 février 1641. Il obtint, en février 1661, des lettres royales anoblissant à son profit sa maison et ses biens, les exemptant ainsi de toute imposition.
Il fit son testament le 21 septembre 1676 et laissa trois fils, Geoffroy, Jean-Éléazar et Jean-Joseph de Baritault, qui furent les auteurs des trois rameaux de la branche ainée.
Jean-Éléazar de Baritault, marié à Marie de Pomiès, institué héritier universel par son père, devint ainsi seigneur du Carpia. Sa descendance s’est perpétuée sur le site jusqu’à nos jours.

### Évolution de l’architecture duXVeauXXesiècle
À partir de la seconde moitié du XVIIIe siècle, plusieurs agrandissements sont réalisés. A l’ouest tout d’abord, avec l’ajout de pièces de vie et une nouvelle entrée, puis au sud-ouest, où une amorce d’aile partant du château rejoint le commun ouest existant.
Au XIXe siècle, un nouvel agrandissement est réalisé à l’ouest, après consultation de l’architecte Léo Drouyn.
Au XXe siècle, une nouvelle extension du château est réalisée afin de rejoindre le commun est.
Celui-ci se referme ainsi sur la cour, au sud. Il ne subira pas d’autre modification majeure jusqu’à nos jours.

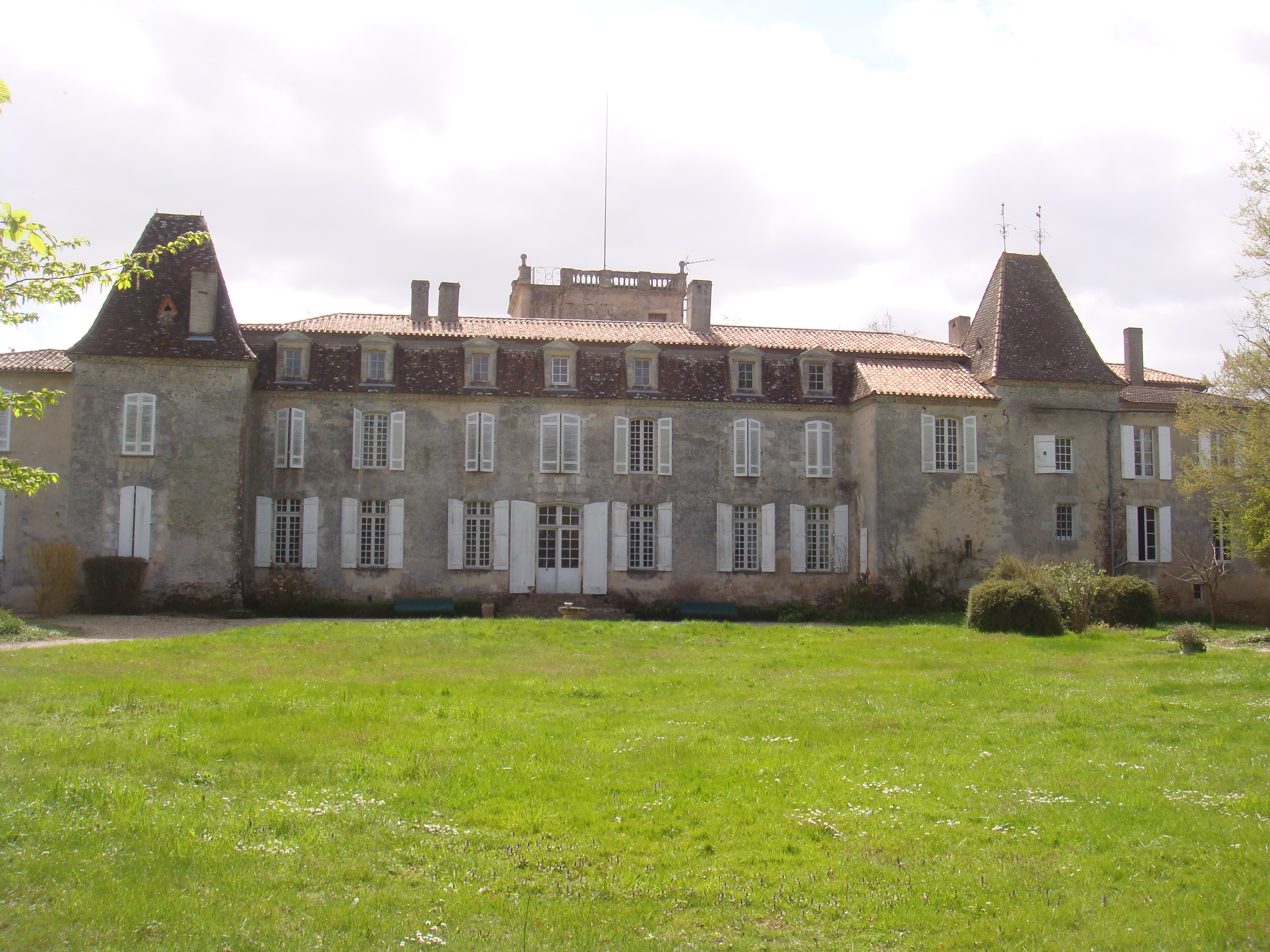
Façade nord

Le château, aujourd’hui dissocié des terres qui l’entouraient autrefois, est la propriété du dernier fils ainé, descendant à la dixième génération de la famille Baritault.
Les terres, d’une superficie avoisinant les 133 ha, sont exploitées par sa sœur, qui les consacre majoritairement à la culture de céréales biologiques ainsi qu’à la production de vins d'appellation d'origine contrôlée Bordeaux sur une surface de 22 ha. Cette production bénéficie depuis 2009 du label Agriculture biologique.

## Valorisation du patrimoine
Dans les années 1990, le château du Carpia a servi de décor pour deux téléfilms :
- 1994 : Des enfants dans les arbres de Pierre Boutron
- 1997 : Les Filles du maître de chai de François Luciani